# Roydon, South Norfolk
Roydon är en ort och civil parish i Storbritannien.   Den ligger i grevskapet Norfolk och riksdelen England, i den sydöstra delen av landet, 130 km nordost om huvudstaden London. Roydon ligger 46 meter över havet och antalet invånare är 2 358.
Terrängen runt Roydon är mycket platt. Runt Roydon är det ganska tätbefolkat, med 108 invånare per kvadratkilometer. Närmaste större samhälle är Diss, 1,7 km öster om Roydon. Trakten runt Roydon består till största delen av jordbruksmark.